# National First Division
De National First Division is het tweede niveau van het voetbal in Zuid-Afrika.
De competitie was verdeeld in twee regionale poules: de provincies in het binnenland (Vrijstaat, Gauteng, Limpopo, Mpumalanga en Noordwest) en de kustprovincies (Oost-Kaap, KwaZoeloe-Natal, Noord-Kaap en West-Kaap) die beide uit acht teams bestaan. De beide winnaars spelen een play-off en de winnaar promoveert naar de Premier Soccer League. De verliezer speelt met de beide nummers twee uit de poules en de nummer 15 uit de Premier Soccer League (PSL) een nacompetitie om één plaats in de Premier Soccer League.
Tussen 2004 en 2007 was de naam van de competitie om sponsorredenen Mvela Golden League en speelden alle teams in één poule. Vanaf 2011 was dit opnieuw het geval, waarbij sindsdien de bepaling geldt dat alle teams minimaal vijf in Zuid-Afrika geboren U23-spelers in hun selectie moeten hebben en over maximaal drie buitenlandse spelers mogen beschikken. De winnaar van de NFD verdient automatische promotie naar PSL ter vervanging van de laagst gerangschikte team in PSL. De nummers twee en drie spelen een play-off met de nummer vijftien van de PSL. De winnaar van deze play-off promoveert eveneens naar de hoogste afdeling.

## Deelnemende teams 2014/15
- African Warriors
- Baroka FC
- Black Leopards
- FC Cape Town
- Cape Town All Stars
- Garankuwa United
- Highlands Park
- Jomo Cosmos
- Lamontville Golden Arrows
- Maluti FET College
- Milano United
- Santos
- Sivutsa Stars FC
- Thanda Royal Zulu
- Vasco Da Gama
- Witbank Spurs

## Statistieken
| Seizoen   | Winnaar Binnenland       | Nr. 2 Binnenland          | Winnaar Kust             | Nr. 2 Kust               |
| --------- | ------------------------ | ------------------------- | ------------------------ | ------------------------ |
| 1997/98   | Dynamos                  | Witbank Aces              | Seven Stars              | Warriors                 |
| 1998/99   | Thembisa Classic         | Ria Stars                 | African Wanderers        | Avendale Athletico       |
| 1999/2000 | Ria Stars                | Dynamos                   | Golden Arrows            | Avendale Athletico       |
| 2000/01   | Black Leopards           | Bloemfontein Young Tigers | AmaZulu                  | Park United              |
| 2001/02   | Dynamos                  | Silver Stars              | African Wanderers        | Avendale Atheltico       |
| 2002/03   | AmaZulu                  | Premier United            | Silver Stars             | Bloemfontein Celtic      |
| 2003/04   | Bloemfontein Celtic      | Free State Stars          | Bush Bucks               | Avendale Atletico        |
| 2004-07   | Zie: Mvela Golden League | Zie: Mvela Golden League  | Zie: Mvela Golden League | Zie: Mvela Golden League |
| 2008/09   | Carara Kicks             | FC Cape Town              | Jomo Cosmos              | MP Black Aces            |
| 2009/10   | Black Leopards           | African Warriors          | Vasco Da Gama            | Nathi Lions              |

Winnaars Mvela Golden League
- 2004/05: Free State Stars
- 2005/06: Wits University FC
- 2006/07: Free State Stars